# Upper Canterton
Upper Canterton – wieś w Anglii, w hrabstwie Hampshire. Leży 25 km na południowy zachód od miasta Winchester i 124 km na południowy zachód od Londynu.